# Kim Min-jong
Kim Min-jong (n. 1 septembrie 2000, Seul, Coreea de Sud) este un judocan ce a reprezentat Coreea de Sud, medaliat olimpic. A participat la 2 ediții ale Jocurilor Olimpice (2020, 2024) în care a câștigat o medalie de argint.